# Legami interatomici
Vi sono diverse forze che agiscono sugli insiemi di atomi o molecole. Queste forze, sia attrattive che repulsive, sono dipendenti dalla relativa distanza tra i vari atomi. Nei cristalli, nei quali gli elettroni sono trasferiti tra atomi, vi è la forza a relativamente lunga distanza di Coulomb, che è in genere attrattiva. Questa forza deriva dallo scambio di elettroni da un atomo al suo vicino, in tale caso è una forza attrattiva di tipo ionico. La attrazione ionica è solo una della possibili forze agenti sui vari atomi. 

## Descrizione
Ci si potrebbe aspettare che la forza attrattiva agente sugli atomi dovrebbe spingerli insieme fino a farli collassare. Invece esiste, sempre a distanza breve una forza repulsiva che agisce tra gli elettroni dei singoli atomi. Tale forza viene spiegata a livello microscopico mediante il Principio di esclusione di Pauli. Come risultato, vi è sempre una distanza di equilibrio alla quale queste due forze si bilanciano esattamente. A questa distanza di equilibrio, la forza attrattiva, sia Coulombiana o di altra natura, viene bilanciata esattamente dalla forza repulsiva tra i due atomi. Se gli atomi si allontanano, allora la forza repulsiva è minore della forza attrattiva, che tende ad avvicinarli. 
Se invece si avvicinano ad una distanza minore di quella di equilibrio, la forza repulsiva diventa dominante, e quindi la forza risultante tende ad allontanarli. Poiché le forze tendono sempre a fare ritornare gli atomi nella posizione di equilibrio, questa posizione
è un equilibrio stabile. Poiché l'equilibrio è stabile, deve avvenire al minimo dell'energia potenziale. Possiamo immaginare che queste forze derivino da energie potenziali. Si ricorda che la forza è legata al potenziale come {\displaystyle {\vec {F}}=-{\vec {\nabla }}E} o più semplicemente nel caso unidimensionale, come quello che stiamo trattando, {\displaystyle F=-\partial E/\partial x\ }.
La forza attrattiva è nell'esempio la forza di Coulomb, mentre la forza repulsiva è la forza a corta distanza che impedisce agli elettroni dei due atomi di fondersi insieme. Notare come vi sia un punto in cui la forza totale è nulla; cioè per annullarsi la forza attrattiva e quella repulsiva debbono compensarsi esattamente. Questa distanza corrisponde alla distanza  atomica {\displaystyle a_{o}\ }. L'insieme di tutti gli atomi risiedono in una serie di buche di potenziale, descritte dalla totalità delle forze tra i singoli atomi. Data una piccola perturbazione attorno alla posizione di equilibrio {\displaystyle a_{o}\ }, gli atomi tendono a tornare a quella posizione. Gli atomi  possono ancora vibrare attorno alla posizione di equilibrio a causa della agitazione termica.
Si possono identificare due parametri che permettono di identificare alcune proprietà dei solidi. La prima proprietà è la distanza atomica di equilibrio {\displaystyle a_{o}\ }, che nel caso di reticoli senza base coincide con la distanza tra primi vicini. Questo è l'estensione tridimensionale della posizione di equilibrio tra due atomi. La seconda quantità è l'energia di legame {\displaystyle E_{l}\ } (notare che viene definita positiva). Come implica il nome, l'energia di legame è l'energia necessaria per separare ogni atomo del reticolo e di conseguenza l'energia necessaria a distruggere il solido. L'energia di legame è una misura della robustezza del solido e varia da appena {\displaystyle 0.02\ eV} per i cristalli di Elio (Legame di Van der Waals) fino a più di {\displaystyle 10\ eV} per il {\displaystyle LiF\ } (legame ionico). L'energia di legame come mostrato  è il minimo dell'energia potenziale totale.

## Vari tipi di legame nei solidi
- Legame di Van der Waals
- Legame covalente
- Legame ionico
- Legame idrogeno
- Legame metallico